# Al Tinney
Allen Tinney (ur. 28 maja 1921 w Ansonii, zm. 11 grudnia 2002 w Buffalo) – afroamerykański pianista, kompozytor i bandlider jazzowy.

## Życiorys
Wychował się w Greenwich Village i Harlemie w Nowym Jorku. Już jako czternastolatek pojawił się na scenie. W 1935 został przyjęty do obsady i występował w przedstawieniach pierwszej inscenizacji opery Porgy and Bess Georgea Gershwina. Później – od 1939 do 1943 – prowadził zespół w klubie Monroe’s (Clark Monroe’s Uptown House). Grali w nim m.in. współtwórcy stylu bebop: saksofonista Charlie Parker i perkusista Max Roach, oraz trębacze: Benny Harris, George Treadwell i Victor Coulsen. Był wpływowym pianistą bebopowym, którego grą inspirowali się m.in. Bud Powell, George Wallington, Al Haig i Duke Jordan.
W styczniu 1943 został powołany do U.S. Army. W wojsku, gdzie utrzymywała się jeszcze segregacja rasowa, prowadził orkiestrę marszową, złożoną z Afroamerykanów. W 1946 w stopniu sierżanta zakończył służbę. Powrócił do Nowego Jorku, żeby skonstatować, iż większość jego kolegów–muzyków uzależniła się od narkotyków. Porzucił więc kręgi bebopowe i związał się z innym środowiskiem muzycznym. Na początku lat 50. został członkiem grupy rhythmandbluesowej The Jive Bombers, w której grał na fortepianie i śpiewał. W 1957 zespół wylansował przebój Bad Boy.
W 1968 przeniósł się do Buffalo. Grał lokalnie jazz i sporadycznie muzykę poważną. Uczestniczył też w programie muzycznym więzienia stanowego. Ponadto wykładał na Uniwersytecie w Buffalo (SUNY}, na którym otrzymał w 1999 doktorat honorowy. W 2000 nagrał płytę z wokalistką Peggy Farrell i swoim triem. Album pt. Peg & Al wydała mała, lokalna wytwórnia Border City Records. Po śmierci w 1990 żony, Lillie, na resztę życia związał się z Farrell. Regularnie występował z nią w miejscowym Colored Musicians Club oraz udzielał się społecznie w działaniach artystyczno–muzycznych miasta.
Zmarł w Buffalo General Hospital. Został pochowany na cmentarzu Mount Hope w miejscowości West Seneca w stanie Nowy Jork. Miał 81 lat. Pozostawił po sobie dwie córki: Angelę i Andreę.

## Wybrana dyskografia
- 2000 Peg & Al – Al Tinney Trio with Peggy Farrell (Border City Records)

### Jakosideman
Z Charliem Christianem
- 1957 Charley Christian – jazz immortal/Dizzy Gillespie – 1941 • After Hours • Monroe’s Harlem Mintons (Esoteric Records)
- 2001 Charlie Christian – Radioland 1939–1941 (Fuel) – kompilacja

Z The Jive Bombers
- 1984 Bad Boy – The Jive Bombers (Savoy)

Zestawienie wg dat wydania płyt